# IC 1991
IC 1991 ist eine Spiralgalaxie vom Hubble-Typ Sc im Sternbild Pendeluhr am Südsternhimmel. Sie ist schätzungsweise 497 Millionen Lichtjahre von der Milchstraße entfernt und hat einen Durchmesser von etwa 100.000 Lj.

Im selben Himmelsareal befinden sich u. a. die Galaxien IC 1989 und IC 1994.
Das Objekt wurde am 14. Oktober 1898 von DeLisle Stewart entdeckt.